# Arne Borg

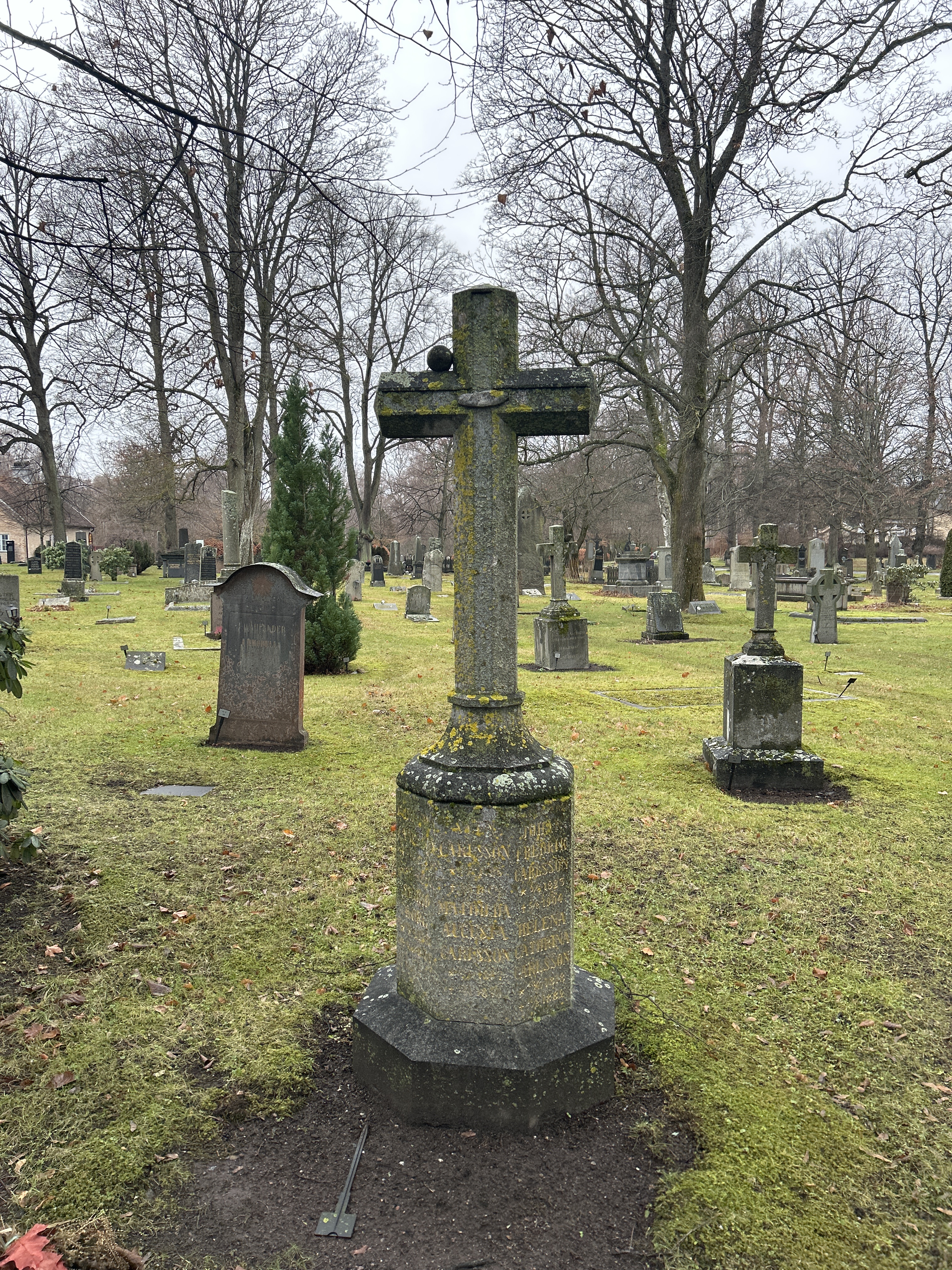
Graven på Norra begravningsplatsen

Claes Arne Borg, född 18 augusti 1901 i Stockholm, död 6 november 1987 i Vallentuna, var en svensk simmare. Han var tvillingbror till Åke Borg och far till Inga Borg. Arne Borg tilldelades Svenska Dagbladets guldmedalj 1926 för "en serie världsrekord".

## Biografi

### Översikt
Arne Borg var son till poliskommissarien Claes Elias Borg. Han tävlade 1919–1930 som amatör, och arbetade då som affärsman. Från 1930 arbetade han som siminstruktör i Schweiz, Belgien, Estland, Lettland och Sverige.
Under åren 1921–29 satte Borg inte mindre än 32 världsrekord, ett större antal än för någon annan manlig simmare. Det första kom på 1 000 meter med tiden 14:18,8. I listan längre ner noteras de 30 världsrekord som finns uppräknade hos Svenska simförbundet: 1929 noterades Arne Borg för alla gällande världsrekord i fristil på minst 300 meter och 500 yards; på samtliga kortare sträckor stod då Johnny Weissmuller som rekordhållare.

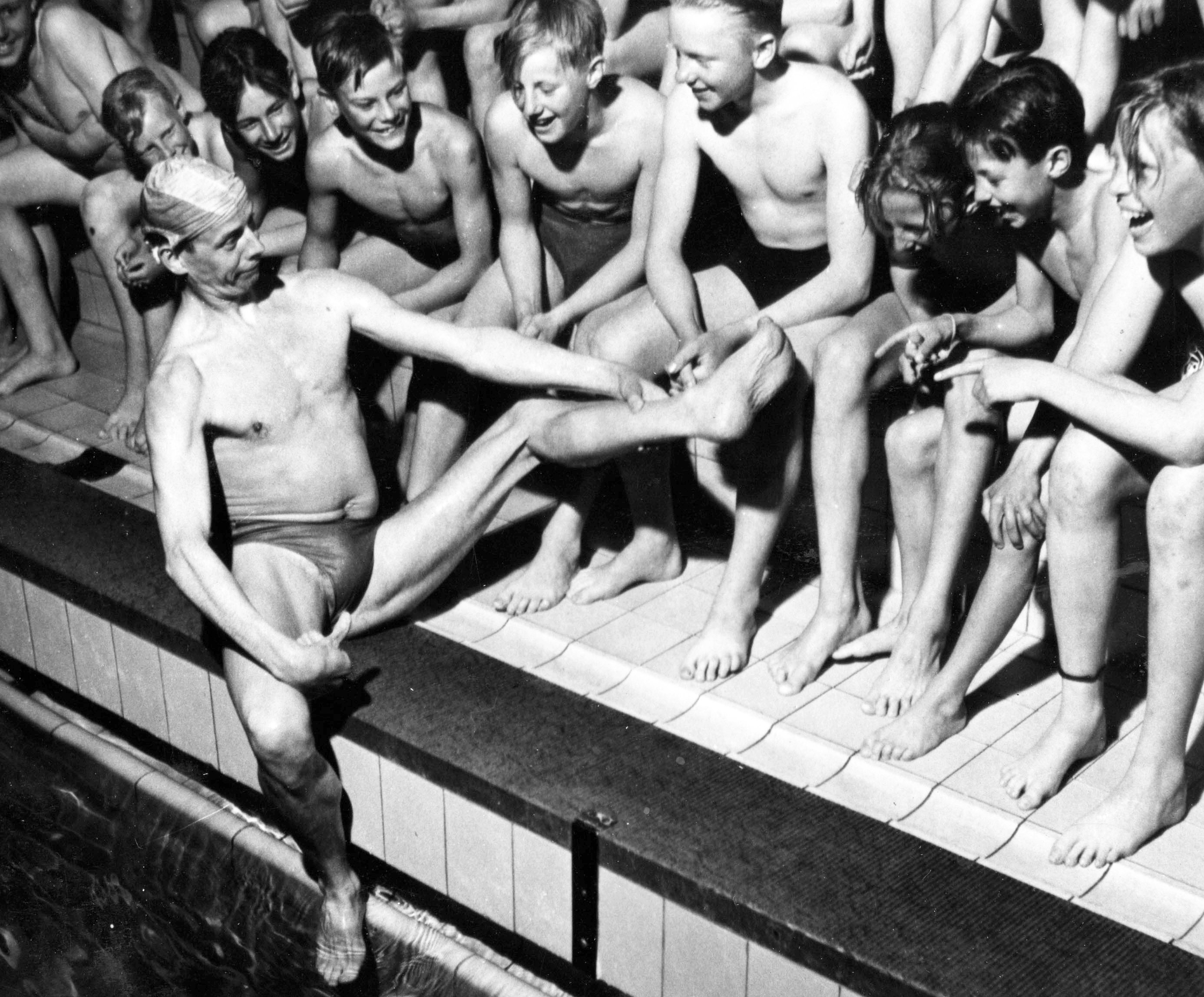
Arne Borg demonstrerar simsätt i Forsgrenska badet, 1943.

Dessutom vann Arne Borg fem EM mellan 1925 och 1927 samt var landslagsman i vattenpolo. Hans världsrekord från EM i Bologna 1927 slogs först 1938 och stod sig som svenskt rekord till 1958. 
1924 skrev han boken Hur jag simmade jorden runt.
Totalt tog han 40 SM-guld, varav 4 i vattenpolo där han också var landslagsman.

### Rekordloppet 1927 på 1 500 meter frisim
Ett av de mest ihågkomna loppen under Arne Borgs karriär var 1 500 meter-finalen i fristil, på EM 1927 i Bologna. Det avslutades med svensk seger och en rejäl förbättring av Borgs eget gällande världsrekord.
Dagen för det legendariska världsrekordloppet inleddes med att Arne Borg simmade slutsträckan på stafetten 200 meter frisim och där tog Sverige till final. Därefter spelade han vattenpolo mot Frankrike, där han lär ha fått fyra framtänder utslagna.
Väl på startpallen fick Arne Borg se hur arrangörerna "förberett" den kommande prisutdelningen genom att lägga ut två italienska flaggor vid guld- och silverflaggstängerna. En svensk flagga låg hoprullad en bit längre bort. Borg antog att tävlingsarrangörerna var säkra på att kampen om guldet skulle stå mellan de båda hemmasimmarna Giuseppe Perentin och Renato Bacigalupo. Detta lär ha retat upp Borg, som var ivrig att få komma i vattnet och väl där struntade i det tidsschema som han och den svenske simledaren Erik Bergwall lagt upp för loppet.
Trots ivriga rop, från läktaren och längs bassängkanten, att lugna ner simningen, fortsatte Borg i ett högt uppdrivet tempo. Borg tog en tidig ledning och var under loppets gång aldrig hotad, mer än av en möjlig mjölksyrechock. Efter 1 200 meter sjönk farten något, men han fick då hjälp med takthållningen av simhopparen och polospelaren Niklas Skoglund, som påhejande promenerade längs med bassängkanten.
I mål fick Arne Borg tiden 19.07,2, vilket var 57 sekunder under hans eget gamla världsrekord på distansen. De övriga tävlande hade han då varvat både en och två gånger, och närmaste man var guldkandidaten Perentin på 21.50,4. De stora avstånden till trots gjorde även övriga simmare stora insatser och slog ett antal nationella rekord:
1 500 meter fristil för herrar, EM i Bologna 1927:
1. 19.07,2 – Arne Borg,  Sverige (världsrekord)
2. 21.50,4 – Giuseppe Perentin  Italien (italienskt rekord)
3. 22.00,0 – Erich Rademacher  Tyskland (tyskt rekord)
4. 22.01,2 – Antos  Tjeckoslovakien (tjeckoslovakiskt rekord)
5. 22.05,0 – Olivér Halassy  Ungern (ungerskt rekord)
6. 22.15,4 – Féher  Ungern
7. 22.29,6 – Renato Bacigalupo  Italien

Arne Borgs egna tider under loppet innebar att han under färden mot kaklet kom att gå under gällande världsrekordtider på 400, 500, 800 och 1000 meter.

### Eftermäle
Arne Borg besjungs av Ernst Rolf i "Lugn, lugn vilar sjön", inspelad 26 april 1931. Han är begravd på Norra begravningsplatsen i Stockholm.

## Meriter

### OS
- 1924 i Paris
  - 400 m frisim, silver
  - 1 500 m frisim, silver
  - lagkapp 4 x 200 m, brons
- 1928 i Amsterdam
  - 400 m frisim, brons
  - 1 500 m frisim, guld.

### Världsrekord
1921
- 1 000 m fritt – 14.18,8 – Oslo

1922
- 400 m fritt – 5.11,4 – Stockholm
- 500 m fritt – 6.32,9 – Stockholm
- 1 000 y fritt – 13.15,7 – Göteborg

1923
- 1 000 y fritt – 12.47,8 – Göteborg
- 1 000 m fritt – 14.00,3 – Göteborg
- 1 500 m fritt – 21.35,3 – Göteborg

1924
- 400 m fritt – 4.54,7 – Stockholm
- 500 m fritt – 6.19,7 – Stockholm
- 880 y fritt – 10.43,6 – Honolulu
- 1 000 y fritt – 12.16,8 – Göteborg
- 1 500 m fritt – 21.15,0 – Sydney
- 1 500 m fritt – 21.11,4 – Paris
- 1 engelsk mil fritt – 22.34,0 – Sydney

1925
- 300 y fritt – 3.16,4 – Stockholm
- 300 m fritt – 3.33,8 – Stockholm
- 400 m fritt – 4.50,3 – Stockholm
- 440 y fritt – 4.52,6 – Stockholm
- 500 y fritt – 5.38,1 – Stockholm
- 500 m fritt – 6.19,7 – Stockholm
- 880 y fritt – 10.37,4 – Harnäs
- 1 000 m fritt – 13.04,2 – Oslo
- 1 engelsk mil fritt – 21.41,3 – Göteborg

1926
- 300 m fritt – 3.33,5 – Stockholm
- 500 y fritt – 5.31,4 – Detroit
- 1 500 m fritt – 20.04,4 – Budapest

1927
- 1 500 m fritt – 19.07,2 – Bologna

1928
- 1 000 m fritt – 13.02,0 – Budapest

1929
- 1 000 y fritt – 11.55,4 – Sydney
- 1 engelsk mil fritt – 21.06,8 – Sydney